# Kanaän (persoon)

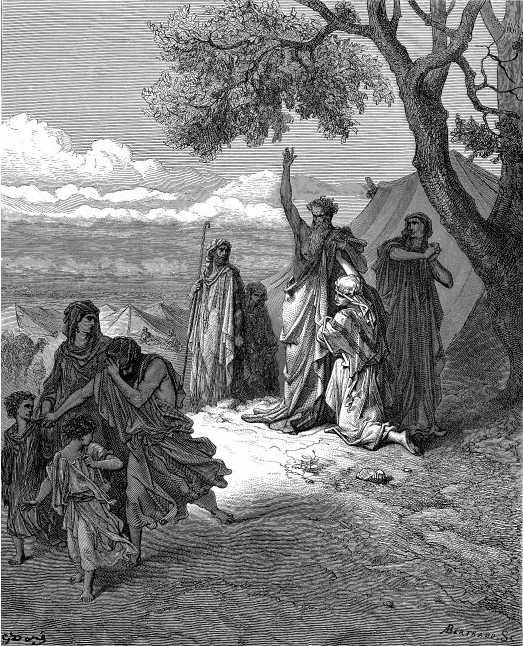
Gustave Doré, Noach vervloekt Kanaän

Kanaän was volgens de traditie in de Hebreeuwse Bijbel kleinzoon van Noach en zoon van Cham. Hij was broer van Kus, Mitsrajim en Put.
Directe nakomelingen van Kanaän zouden de stichters zijn van Sidon en andere zeer oude Fenicische steden. Sommigen identificeren Kanaän met Kronos, bekend uit de Griekse mythologie.

## Kanaäns vervloeking
Volgens Genesis 9:20-27 werd Noach dronken, zag Cham hem hierbij naakt en vertelde deze dit aan zijn broers. Toen Noach uit zijn roes ontwaakte en ontdekte wat was gebeurd, vervloekte hij Kanaän, waarbij hij aangaf dat hij Sem en Jafet zou dienen. Sommige wetenschappers zien deze "vervloeking van Kanaän" als een vroege Hebreeuwse rationalisatie van de verovering door de Israëlieten (nakomelingen van Sem) van Kanaän (het gebied).

### Rechtvaardiging voor slavernij
Omdat het Cham was die de overtreding had gepleegd, wordt deze vervloeking ook wel Chams vervloeking (of Chams vloek) genoemd. Maarten Luther stelde dat Cham de stamvader was van alle kleurlingen en zijn zoon Kus de stamvader van de negroïde Afrikanen (Kus is een verwijzing naar het Nubische Koesj). Vrijwel vanaf het begin van de slavenhandel in de Verenigde Staten werd met verwijzing naar Luther de vervloeking van Cham aangehaald als rechtvaardiging van slavernij (waarbij meestal ook de aanname werd gedaan dat de andere Amerikanen afstammelingen zijn van Jafet).